# 존 퀘일런
존 퀘일런(John Qualen, 1899년 12월 8일 ~ 1987년 9월 12일)은 미국의 배우이다.

## 영화
- 도즈 캘로웨이스 (1965년)
- 아윌 테이크 스웨덴 (1965년)
- 패치 오브 블루 (1965년)
- 서부의 4형제 (1965년)
- 샤이안 (1964년)
- 국제 음모 (1963년)
- 리버티 벨런스를 쏜 사나이 (1962년)
- 미스터 에드 (1961년)
- 벤 케이시 (1961년)
- 투 로드 투게더 (1961년)
- 엘머 갠트리 (1960년)
- 알래스카의 혼 (1960년)
- 살인의 해부 (1959년)
- 건 러너스 (1958년)
- 더 빅 랜드 (1957년)
- 수색자 (1956년)
- 애혼 (1955년)
- 비상착륙 (1954년)
- 황태자의 첫사랑 (1954년)
- 아이, 더 주어리 (1953년)
- 프란시스 커버 더 빅 타운 (1953년)
- 안데르센 (1952년)
- 빅 스틸 (1949년)
- 온 아워 메리 웨이 (1948년)
- 도망자 (1947년)
- 모험 (1945년)
- 아라비안 나이트 (1942년)
- 정글북 (1942년)
- 카사블랑카 (1942년) - 버거 역
- 악마와 다니엘 웹스터 (1941년)
- 셰퍼드 오브 더 힐 (1941년)
- 머나먼 항해 (1940년)
- 분노의 포도 (1940년)
- 그의 연인 프라이데이 (1940년)
- 7번째 하늘 (1937년)
- 더 로드 투 글로리 (1936년)
- 와이프 대 비서 (1936년)
- 다우팅 토머스 (1935년)
- 하이, 넬리! (1934년) - 스티브 역
- 365 나이츠 인 헐리우드 (1934년)
- 일용할 양식 (1934년)
- 카운셀러 엣 로 (1933년)